# Trentepohlia obscura
Trentepohlia obscura är en tvåvingeart som först beskrevs av de Meijere 1913.  Trentepohlia obscura ingår i släktet Trentepohlia och familjen småharkrankar. Inga underarter finns listade i Catalogue of Life.